# Rutger van Otterloo

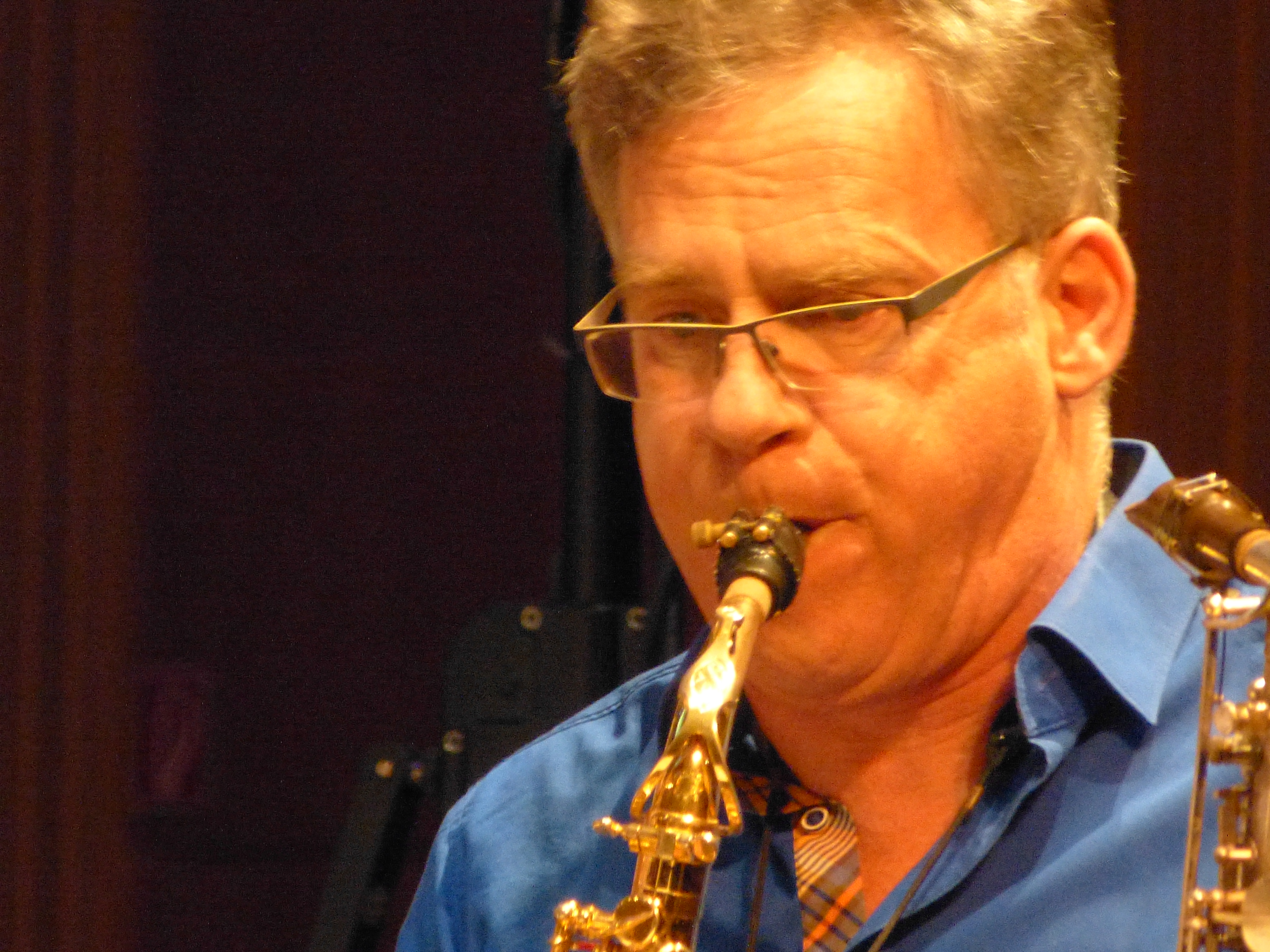
Rutger van Otterloo (2017 beim Kölner Acht-Brücken-Konzert der David Kweksilber Big Band im Funkhaus des WDR)

Rutger van Otterloo (* 1959) ist ein niederländischer Saxophonist, der vor allem im Bereich des Jazz und der Improvisationsmusik hervorgetreten ist.

## Wirken
Otterloo studierte Unterhaltungsmusik am Conservatorium van Rotterdam. In den frühen 1980er Jahren spielte er im Trio Niew Hip Stilen und in Han Buhrs The Schismatics (zu der auch Sean Bergin oder Maartje ten Hoorn gehörten), dann in der Funk-Jazz-Formation Future Shock und bei Il Gran Teatro Amaro. Auch war er Teil von Bigbands wie Willem van Manens Contraband, der Fra Fra Big Band, Rumbata Big Band, Drummers Double Bill, Bik Bent Braam sowie Corrie van Binsbergen Grote Brokken und von David Kweksilber. Weiterhin spielte er in den Bands Nine Tobs sowie Cram und in einem Duo mit Tatiana Koleva.
Als Saxophonist im Orkest De Volharding, dem er 25 Jahre angehörte, war er auch an Uraufführung von Werken zeitgenössischer Komponisten wie Paul Termos oder Evan Ziporyn beteiligt. Im Bereich des Jazz war er zwischen 1978 und 2008 an 22 Produktionen beteiligt.
1990 war er zudem für Schnitt und Sound des Fernsehfilms Monas plen mitverantwortlich.

## Diskographische Hinweise
- Niew Hip Stilen Heartsounds & Murmur (1985)
- Maiden Voyage Night In Torremolinos (BVHaast 1999)
- Drummers Double Bill S.O.S. (BVHaast 2003, mit Jan van Duikeren, Joost Buis, Alex Coke, Corrie van Binsbergen, Arjen Gorter, Arend Niks, Rob Verdurmen)
- Duo Koleva/Van Otterloo No Sugar Added (Novalinia 2008)
- van Otterloo/van Veenendaal No Trace (Brokken Records 2015)